# Спорное (Донецкая область)
Спорное (укр. Спірне) — посёлок Соледарской городской общине Бахмутского района Донецкой области Украины. Население по переписи 2001 года составляло 80 человек. Почтовый индекс — 84541. Телефонный код — 6274. Код КОАТУУ — 1420980508.